# Cathédrale Notre-Dame-des-Victoires de Yaoundé
Cette  cathédrale n’est pas la seule cathédrale Notre-Dame-des-Victoires.
La cathédrale Notre-Dame-des-Victoires de Yaoundé est la cathédrale de l'archidiocèse de Yaoundé. 
Elle est située en plein centre-ville de Yaoundé, la capitale du Cameroun, au rond-point de la Poste centrale. D'une architecture imposante avec une grande capacité d’accueil de 5 000 fidèles environ, elle a un intérieur en forme de croix. Après plus de cinquante ans d'existence, la construction de la cathédrale Notre-Dame-des-Victoires de Yaoundé n'est pas encore finie.

## Historique

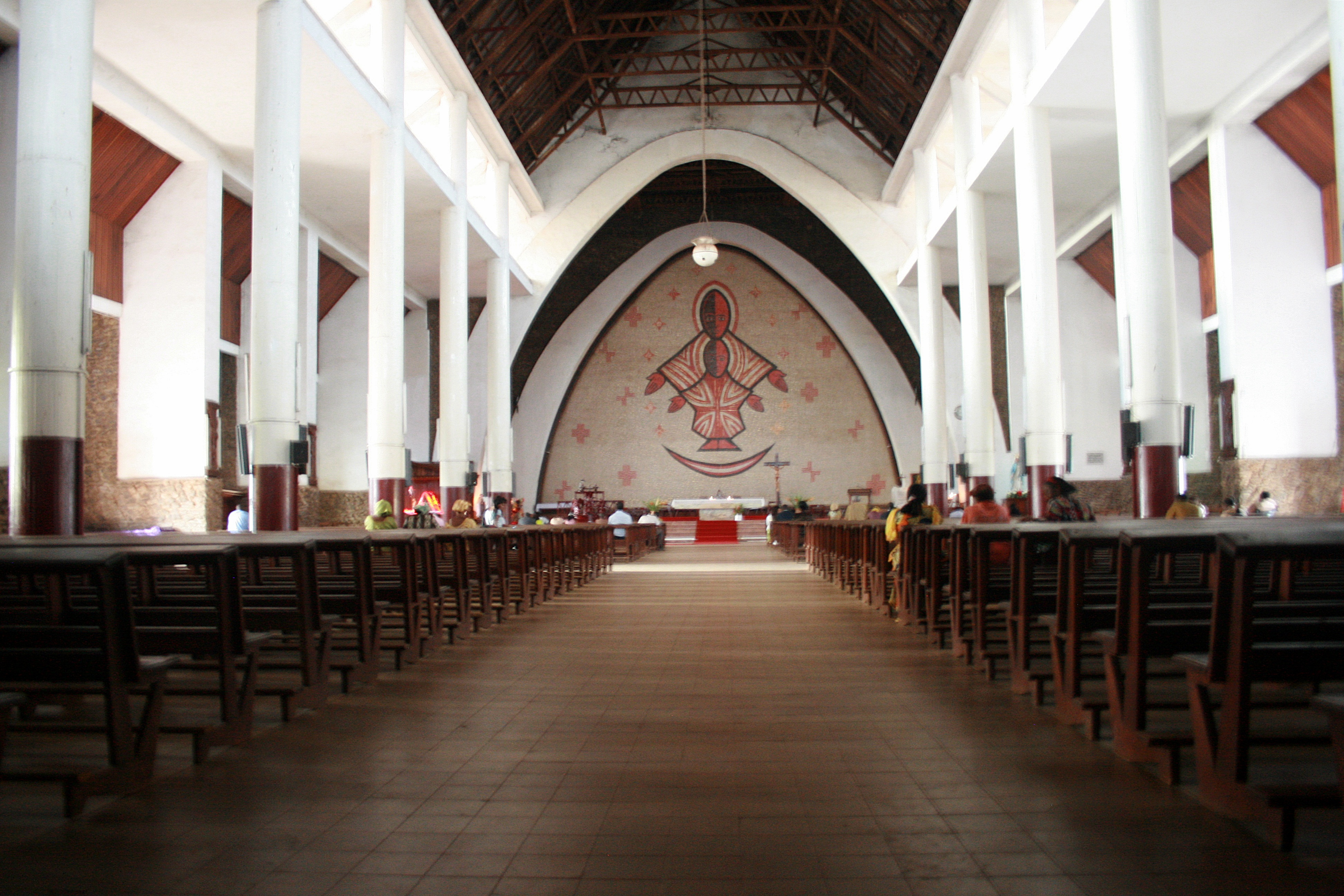
Intérieur de la cathédrale de Yaoundé.

En pleine Seconde Guerre mondiale, Monseigneur François-Xavier Vogt, vicaire apostolique, exprime le vœu de construire un sanctuaire dédié à Notre-Dame si le Cameroun sort sans beaucoup de dommages de ce conflit. Mais il meurt en 1943, deux ans avant la fin des hostilités. Monseigneur Réné Graffin, premier archevêque de Yaoundé, pose la première pierre de cet édifice le 4 mars 1952.

## Philatélie
En 1983, la République unie du Cameroun a émis un timbre de 200 F représentant le vitrail Melchisedek de la cathédrale de Yaoundé.

## Articles connexes

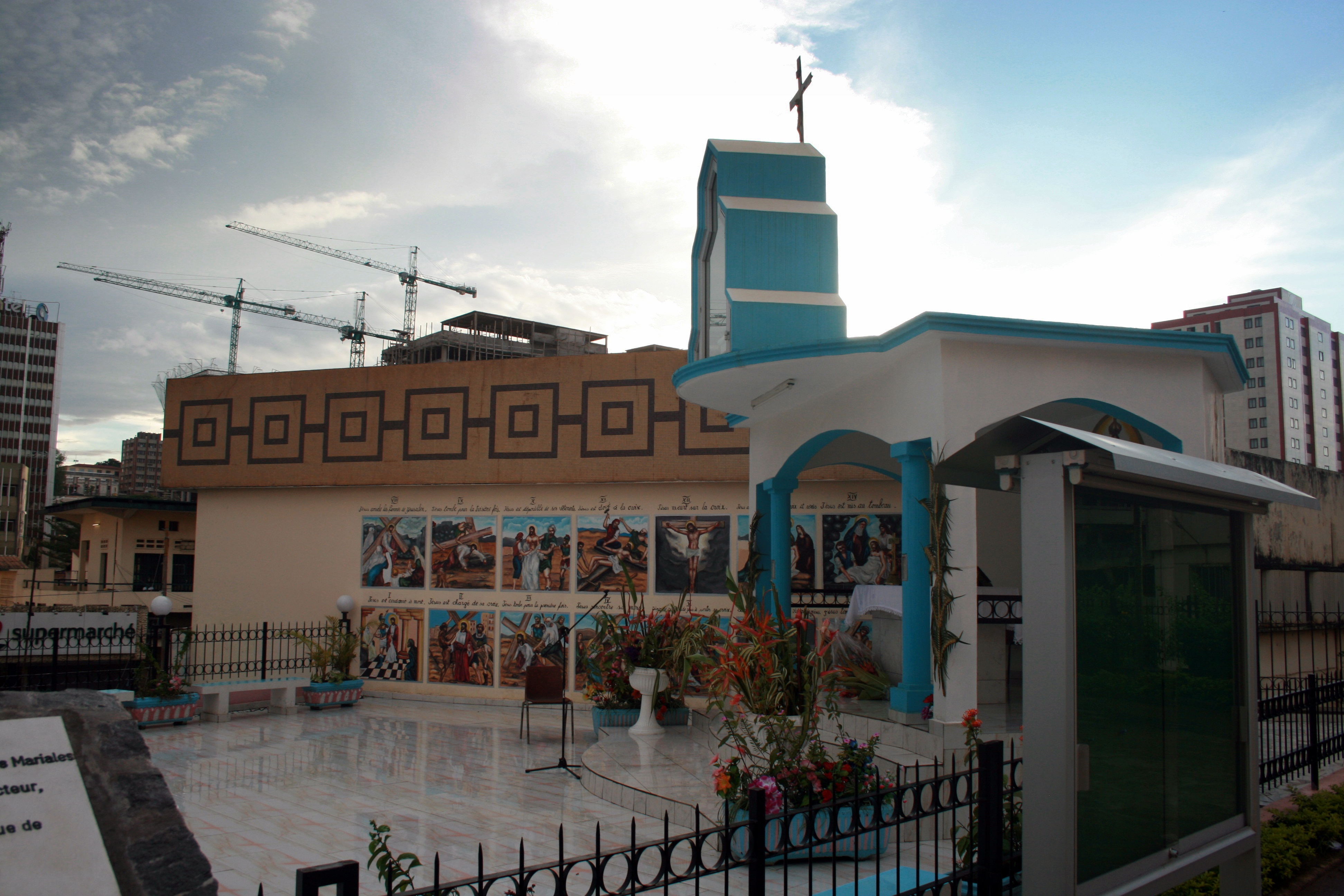
Sanctuaire de la cathédrale de Yaoundé

## Liens externes

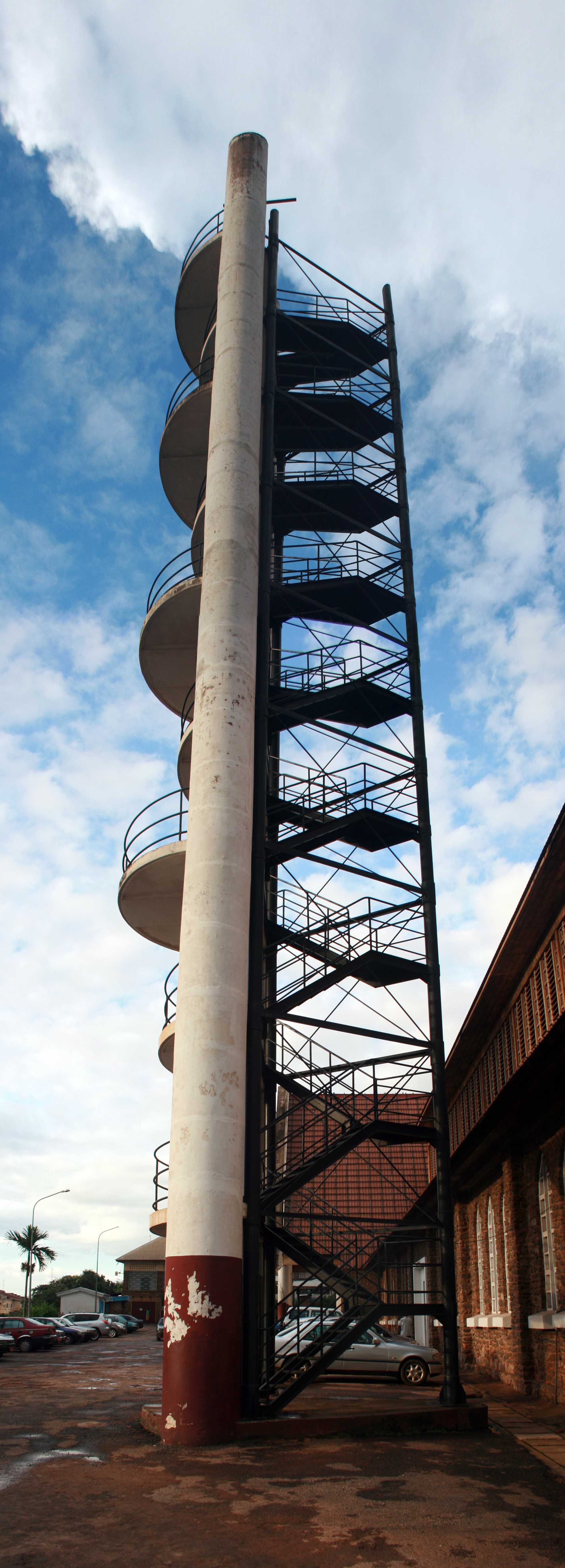
Clocher de la cathédrale de Yaoundé

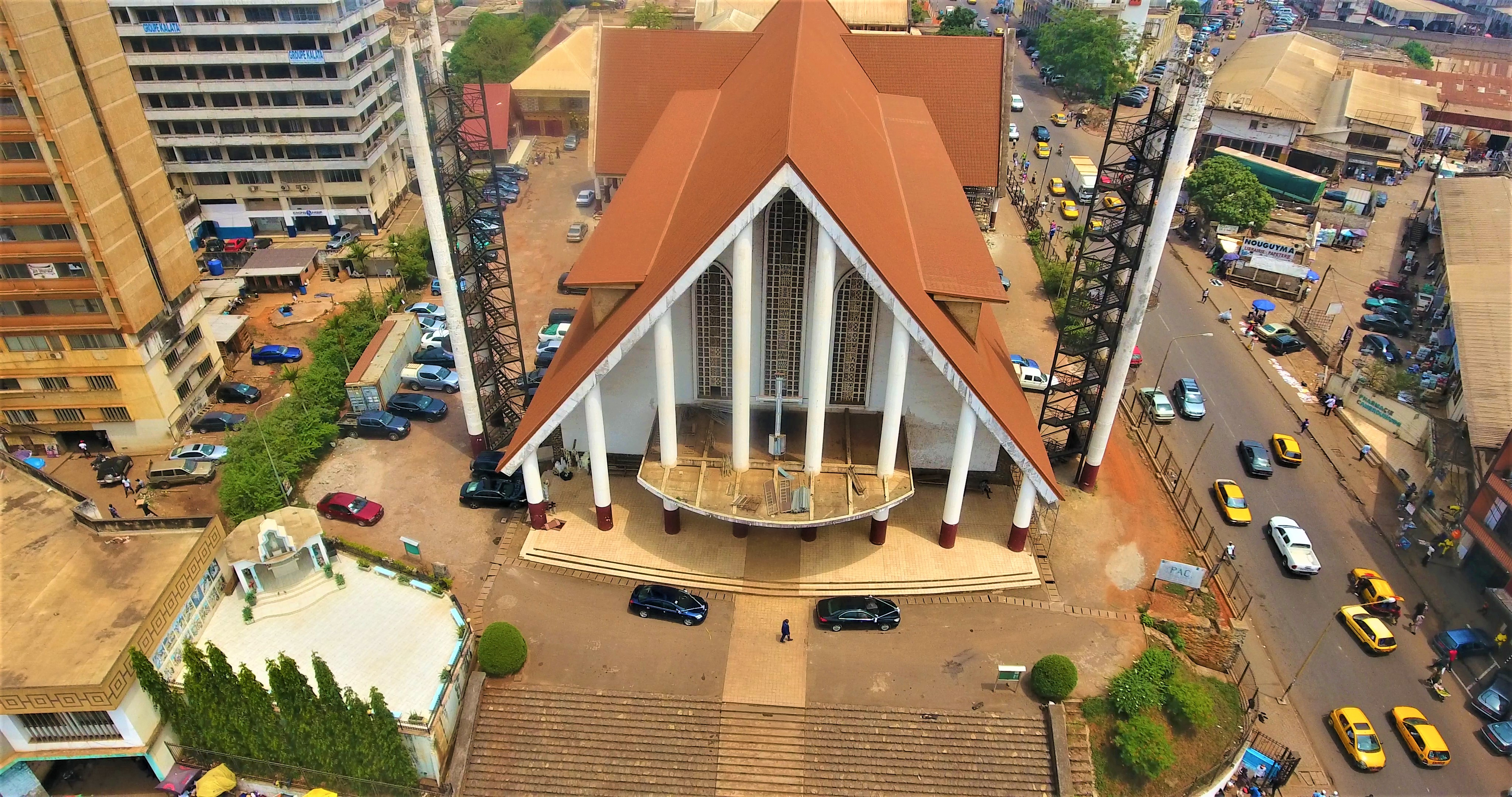
Cathédrale de Yaoundé du ciel-Simbanematick

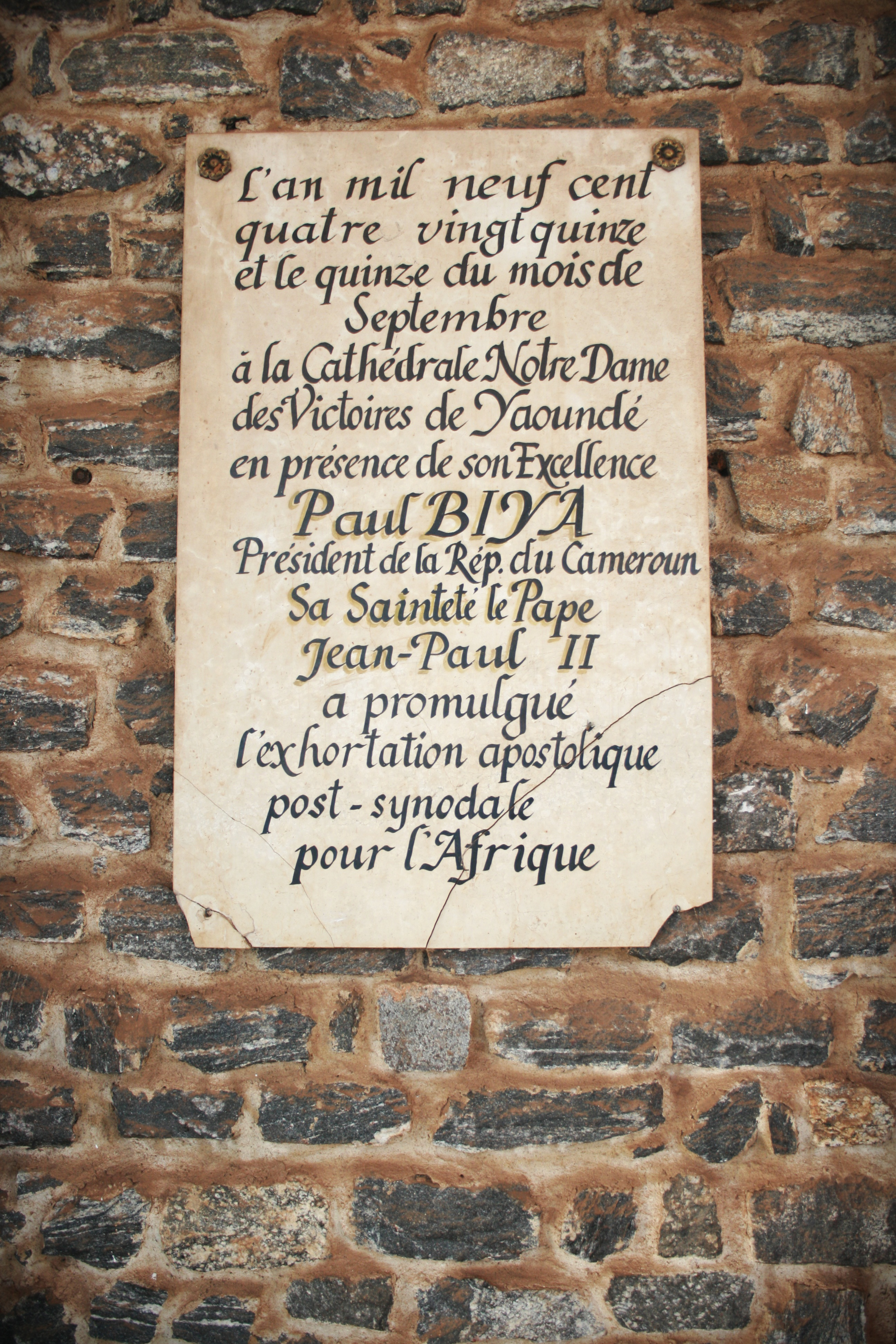
Moment Historique Cathédrale Yaoundé